# Amolops daiyunensis
Amolops daiyunensis är en groddjursart som först beskrevs av Liu och Hu 1975.  Amolops daiyunensis ingår i släktet Amolops och familjen egentliga grodor. IUCN kategoriserar arten globalt som nära hotad. Inga underarter finns listade i Catalogue of Life.